# WDR 4

Logo von 1984 bis 1994

WDR 4 ist ein öffentlich-rechtlicher Hörfunksender in Nordrhein-Westfalen. WDR 4 dient als Unterhaltungswelle des WDR und richtet sich seit 1984 an eine Zielgruppe von Menschen über 50 Jahren, die sogenannten Best Ager. Das Programmangebot hat sich ab dem Relaunch 2011 stark verändert. Das gesamte Programm ist werbefrei. Das Musikprogramm ist u. a. mit jenem von Bayern 1, SWR1 und den ORF-Regionalradios vergleichbar.

## Geschichte

Logo von 1994 bis 2012

### Die Anfänge
Der Sender wurde am 2. Januar 1984 als viertes Hörfunkprogramm des Westdeutschen Rundfunks gestartet. Initiator war der Musikredakteur Dietmar Kindler, der auch die erste WDR 4-Sendung Musikpavillon betreute. Neben dieser Vormittagssendung wurden Sendestrecken von WDR 1 (Morgenmelodie, Café-Konzert) übernommen. Wie in den Jahren zuvor wurden auf den WDR 4-Frequenzen auch die Sendungen „Für Gastarbeiter“ ausgestrahlt.
Am 1. Januar 1985 wurde WDR 4 zum Vollprogramm ausgebaut. WDR 4 übernahm damit die genannten WDR 1-Sendungen sowie den Musikexpreß, aber auch den Pop-Report mit Günter Krenz von WDR 2. Hinzu kamen Sendungen wie Heimatmelodie, Gut aufgelegt, Vom Bosporus bis Gibraltar und Musik zum Träumen.
1986 startete die Sendung In unserem Alter, die von der ehemaligen Radiothek-Redakteurin Gretel Rieber konzipiert wurde. Dem Musikredakteur Dietmar Kindler wurde 1986 für sein Engagement für den deutschen Schlager die Goldene Stimmgabel verliehen.
Von 1987 bis Ende 2016 sendete WDR 4 Rundfunkwerbung.

### 1996–2000
Am 1. Februar 1996 übernahm Barbara Gansauge die Leitung der Redaktion von WDR 4.  Die Sendung Scheinwerfer präsentierte Klassiker der Radiounterhaltung von Peter Frankenfeld oder Hans-Joachim Kulenkampff. Aus dem Pop-Report entwickelte sich Schlager, Pop & Co., in der auch die Hörerhitparade Top 17 ausgestrahlt wurde. Das Kölner Rundfunkorchester und die WDR Big Band bekamen eigene Sendungen. Abends ab 20 Uhr wurde „WDR 4 für Liebhaber“ angeboten. Die einstündigen Genre-Sendungen boten Instrumentals, Chormusik, Oldies oder Chansons. Die vorherrschende Klangfarbe war von Pop aus Deutschland und den Nachbarländern, deutschem Schlager, Folklore, Operette, Chansons, Swing, Easy Listening und populärer Klassik geprägt.
1997 startete WDR 4 eine langjährige Image-Kampagne unter dem Motto „Schönes bleibt“.

### 2000–2011
2000 übernahm Rena Pieper die Aufgabe der WDR 4-Wellenchefin. Die abendlichen Spezialsendungen wurden ausgeweitet. So bekam 2000 Götz Alsmann seine eigene, nach ihm benannte Radioshow Go Götz Go. Die Sängerin Joana begann die Sendung Chansons und Lieder-liches zu moderieren. 2002 startete der Rhythmus der Nacht mit deutschsprachiger Diskothekenmusik, Partyhits und internationalem Dancefloor. Von 2004 bis zu seinem Tod präsentierte Chris Howland in der Sendung Spielereien mit Schallplatten internationale Oldies der 1950er bis 1970er Jahre.
Außerdem förderte Rena Pieper öffentliche Veranstaltungen. Die „Super-Wunsch-Hitparade“, die 1999 zum ersten Mal stattgefunden hatte, entwickelte sich zum großen Live-Event, zu dem Doppel-CDs veröffentlicht wurden (2000, 2001, 2002, 2004, 2006). Ebenfalls ab 1999 fuhr der „Schlagerexpress“, meist auf die Nordseeinsel Norderney. In der Schallplattenbar traten zweimal im Jahr Stars der 1950er und 1960er Jahre auf. Ab 2002 kamen für das „WDR 4 Sauerland Open Air“ bis zu 30.000 Zuschauer nach Willingen.

### Relaunch ab 2011
Von März 2011 an entwickelte sich WDR 4 vom Schlager- zum Oldie-Radio.
2011 erfolgte die erste Änderung am Programm. Seitdem wurden zu 50 Prozent Schlager und zu 50 Prozent englische Oldies von den 1960er bis zu den 1980er Jahren gespielt. Außerdem wurde in der Zeit von 18 bis 20 Uhr täglich ein Schlagerabend eingeführt. Zu den Höhepunkten dieser Sendereihe zählte unter anderem ein Exclusivkonzert mit Howard Carpendale.
In Folge der Umstellung des Programmangebots wurden einige Sendungen eingestellt. Vor allem das Ende der Sendung Schellack-Schätzchen sorgte für Unmut. Für diese Sendung war jahrzehntelang Dirk Schortemeier redaktionell verantwortlich gewesen.
Der Programmslogan lautete von 2011 bis 2015 Melodien für ein gutes Gefühl und seit August 2015 Meine Lieblingshits. Im Frühjahr 2014 kam es zu einer weiteren Änderung. Seitdem werden zu 60 bis 70 Prozent Oldies aus obigem Zeitraum gespielt, gelegentlich auch 1990er oder moderne Hits und zu 30 bis 40 Prozent Pophits. Der Anteil internationaler Titel liegt inzwischen bei 85 Prozent.
Zum September 2014 ist das Programm erneut umformatiert worden; die Oldies von WDR 2 wurden zu WDR 4 „versetzt“. Daher liegt der Schwerpunkt jetzt auf den Hits der 1960er, 1970er und 1980er Jahre. Der deutsche Schlager findet bei WDR 4 nicht mehr statt.
Neben den tagesbegleitenden Musikstrecken hatte WDR 4 bis Mai 2025 ab 21 Uhr Liebhabersendungen im Programm, bei denen der Schwerpunkt etwa auf Singer-Songwriter, Disco- und Popmusik der 1970er und 1980er Jahre, Filmmusik oder Klassik liegt. Zu den Präsentatoren dieser Special-Interest-Strecken zählten Götz Alsmann, Purple Schulz, Wolfgang Niedecken und Manfred Behrens. Seit Juni 2025 wird stattdessen das ARD-Abendprogramm gesendet.
Täglich um 18 Uhr (seit Juni 2016, zuvor um 17 Uhr) sendet WDR 4 den „Tag um sechs“, eine 10-minütige Zusammenfassung des aktuellen Tagesgeschehens.
In der Nacht übertrug WDR 4 bis zur Absetzung am 13. Januar 2018 die ARD-Hitnacht, Samstagnacht kam das Programm von WDR 4: In der Sendung „Rhythmus der Nacht“ lag der Schwerpunkt auf Schlager, Discofox und Party-Hits. Spezielle Elemente dieser Sendung waren der Albumtipp, der Last-Minute-Wunsch, der Maxitipp (Maxi-Version eines Titels) und der DJ-Mix (circa 20 Minuten Schlager „in the Mix“). Im ersten „Rhythmus der Nacht“ eines Monats wurde anstatt des DJ-Mixes und des Albumtipps die aktuelle Top 30 der Party- und Schlagercharts gespielt. Seit der Einstellung dieser Sendung übernahm NDR1 die ARD-Hitnacht.
Seit 1984 ist – bis auf Ausnahmen – die Sendung Am Rande der Nacht – Musik zum Träumen täglicher Bestandteil des Sendeplans von 22 Uhr bis Mitternacht; seit 2017 nicht mehr an Samstagen. Die Reihe erfreut seit Jahrzehnten Hörer wie Kritiker. Im Juni 2025 wurde die Sendezeit von Musik zum Träumen stark reduziert. Die Sendung ist seitdem nur noch sonntags ab 22 Uhr zu hören. Diese Programmänderung stieß auf große Kritik und hatte eine Unterschriften-Petition zur Folge.
Das Programm wurde bis Juli 2014 von Rena Pieper (1952–2016) geleitet. Ab August 2014 übernahm Jochen Rausch diese Aufgabe. Seit dem 1. März 2022 ist Jürgen Kraus für die Programme WDR 2 und WDR 4 als Wellenchef zuständig.

## Sitz des Senders
15 Stunden Tagesprogramm von WDR 4 (zwischen 6 und 21 Uhr) werden seit Oktober 2013 im Dortmunder Studio produziert. Das restliche Programm kommt aus Köln.
Am Wochenende wird das gesamte Tagesprogramm aus dem Studio in Köln gesendet.

## Verbreitung
Das Programm wird über UKW und DAB (im Standard DAB plus) terrestrisch landesweit verbreitet, sowie über Satellit (Astra) und in nahezu allen Kabelnetzen in Nordrhein-Westfalen und anderen Bundesländern.

## Moderatoren
Im Tagesprogramm kommen momentan folgende Moderatoren zum Einsatz:
Christian Terhoeven, Ute Schneider, Stefan Verhasselt, Cathrin Brackmann, Heike Knispel, Bastian Bender, Steffi Schmitz, Martina Emmerich, Katia Franke, Carina Vogt, Janine Breuer-Kolo, Bernd Brüggemann, Alix Gabele, Anne Debus, Michael Westerhoff, Stefan Vogt, Manuel Unger, Jürgen Mayer, Peter Großmann und Peter Illmann.
Ehemalige Moderatoren sind unter anderem:
- Ernst-Marcus Thomas
- Hermann Hillebrand
- Rainer Nitschke
- Ulla Norden († 2018)
- Gudrun Schachtschneider († 2007)[25]
- Charly Wagner († 2020)
- Richard Schippers († 1998)[26]
- Michael von Loefen
- Werner Lohr
- Werner Schüssler († 2007)[27]
- Anne Suchalla
- Uta Fußangel
- Uta Vorbrodt
- Michael Müller
- Andreas Ryll
- Daniela Tepper
- Guido Fischer
- Rüdiger Wolff
- Sylvia Bommes
- Angelika Nehm
- Kirsten Ehrhardt
- Frank Gazon
- Helga Boschitz
- Angela Pütz
- Peter Kuttler
- Christiane Böhmke
- Margot Gielen († 2017)[28]
- Günter Krenz († 2009)[29]
- Aviva Semadar
- Rolf Röpke
- Wolf-Dieter Stubel († 2023)
- Uwe Hübner
- Günter vom Dorp
- Bernd Stelter
- Jörg Ullrich
- Petra Pascal
- Jürgen Renfordt